# Ciclismo en los Juegos Paralímpicos de Londres 2012
El torneo de ciclismo en los Juegos Paralímpicos de Londres 2012 se realizó en el velódromo de la capital británica entre el 30 de agosto y el 2 de septiembre de dicho año y en el circuito Brands Hatch entre los días 5 y 8 de septiembre. Se disputaron un total de cincuenta pruebas, treinta y dos en ruta y dieciocho en pista, en las que participaron 225 deportistas —155 hombres y 70 mujeres—.

## Medallero
| Núm.  | País                          | Oro | Plata | Bronce | Total |
| ----- | ----------------------------- | --- | ----- | ------ | ----- |
| 1     | Reino Unido (GBR)             | 8   | 9     | 5      | 22    |
| 2     | Estados Unidos (USA)          | 6   | 5     | 6      | 17    |
| 3     | República Popular China (CHN) | 6   | 4     | 5      | 15    |
| 4     | Australia (AUS)               | 6   | 4     | 4      | 14    |
| 5     | Alemania (GER)                | 4   | 7     | 3      | 14    |
| 6     | Italia (ITA)                  | 4   | 3     | 3      | 10    |
| 7     | Polonia (POL)                 | 2   | 4     | 0      | 6     |
| 8     | España (ESP)                  | 2   | 2     | 3      | 7     |
| 9     | Suiza (SUI)                   | 2   | 2     | 2      | 6     |
| 10    | Irlanda (IRL)                 | 2   | 1     | 2      | 5     |
| 11    | Ucrania (UKR)                 | 2   | 0     | 0      | 2     |
| 12    | Países Bajos (NED)            | 1   | 2     | 3      | 6     |
| 13    | República Checa (CZE)         | 1   | 2     | 2      | 5     |
| 14    | Austria (AUT)                 | 1   | 1     | 2      | 4     |
| 14    | Nueva Zelanda (NZL)           | 1   | 1     | 2      | 4     |
| 16    | Rumania (ROM)                 | 1   | 1     | 0      | 2     |
| 17    | Canadá (CAN)                  | 1   | 0     | 1      | 2     |
| 18    | Israel (ISR)                  | 0   | 1     | 0      | 1     |
| 18    | Sudáfrica (RSA)               | 0   | 1     | 0      | 1     |
| 20    | Francia (FRA)                 | 0   | 0     | 2      | 2     |
| 21    | Argentina (ARG)               | 0   | 0     | 1      | 1     |
| 21    | Bélgica (BEL)                 | 0   | 0     | 1      | 1     |
| 21    | Japón (JPN)                   | 0   | 0     | 1      | 1     |
| 21    | Rusia (RUS)                   | 0   | 0     | 1      | 1     |
| 21    | Eslovaquia (SVK)              | 0   | 0     | 1      | 1     |
| Total | Total                         | 50  | 50    | 50     | 150   |

## Resultados

### Ciclismo en ruta

#### Pruebas masculinas
| Evento            | Oro                          | Plata                          | Bronce                          |
| ----------------- | ---------------------------- | ------------------------------ | ------------------------------- |
| Contrarreloj (B)  | Christian Venge · España     | Ivano Pizzi · Italia           | James Brown Irlanda             |
| Contrarreloj (H1) | Mark Rohan Irlanda           | Koby Lion Israel               | Wolfgang Schattauer · Austria   |
| Contrarreloj (H2) | Heinz Frei · Suiza           | Walter Ablinger · Austria      | Vittorio Podesta · Italia       |
| Contrarreloj (H3) | Rafal Wilk · Polonia         | Nigel Barley Australia         | Bernd Jeffre · Alemania         |
| Contrarreloj (H4) | Alex Zanardi · Italia        | Norbert Mosandl · Alemania     | Oscar Sanchez Estados Unidos    |
| Contrarreloj (C1) | Michael Teuber · Alemania    | Mark Colbourne Reino Unido     | Zhang Yu Li China               |
| Contrarreloj (C2) | Tobias Graf · Alemania       | Guihua Liang China             | Maurice Far Eckhard · España    |
| Contrarreloj (C3) | David Nicholas Australia     | Joseph Berenyi Estados Unidos  | Masaki Fujita Japón             |
| Contrarreloj (C4) | Jiří Ježek · República Checa | Carol-Eduard Novak · Rumania   | Jiří Bouška · República Checa   |
| Contrarreloj (C5) | Yegor Dementyev · Ucrania    | Xinyang Liu China              | Michael Gallagher Australia     |
| Ruta (B)          | Ivano Pizzi · Italia         | Krzysztof Kosikowski · Polonia | Vladislav Janovjak · Eslovaquia |
| Ruta (H1)         | Mark Rohan Irlanda           | Tobias Fankhauser · Suiza      | Wolfgang Schattauer · Austria   |
| Ruta (H2)         | Walter Ablinger · Austria    | Jean-Marc Berset · Suiza       | Vittorio Podestà · Italia       |
| Ruta (H3)         | Rafal Wilk · Polonia         | Vico Merklein · Alemania       | Joël Jeannot Francia            |
| Ruta (H4)         | Alex Zanardi · Italia        | Ernst van Dyk Sudáfrica        | Wim Decleir · Bélgica           |
| Ruta (C1/C2/C3)   | Roberto Bargna · Italia      | Steffen Warias · Alemania      | David Nicholas Australia        |
| Ruta (C4/C5)      | Yegor Dementyev · Ucrania    | Xinyang Liu China              | Michele Pittacolo · Italia      |

#### Pruebas femeninas
| Evento                  | Oro                           | Plata                               | Bronce                        |
| ----------------------- | ----------------------------- | ----------------------------------- | ----------------------------- |
| Contrarreloj (B)        | Kathrin Goeken · Países Bajos | Phillipa Gray Nueva Zelanda         | Catherine Walsh Irlanda       |
| Contrarreloj (H1/H2)    | Marianna Davis Estados Unidos | Karen Darke Reino Unido             | Ursula Schwaller · Suiza      |
| Contrarreloj (H3)       | Sandra Graf · Suiza           | Monica Bascio Estados Unidos        | Svetlana Moshkovich · Rusia   |
| Contrarreloj (H4)       | Andrea Eskau · Alemania       | Dorothee Vieth · Alemania           | Laura de Vaan · Países Bajos  |
| Contrarreloj (C1/C2/C3) | Allison Jones Estados Unidos  | Tereza Diepoldová · República Checa | Sini Zeng China               |
| Contrarreloj (C4)       | Megan Fisher Estados Unidos   | Susan Powell Australia              | Marie-Claude Molnar · Canadá  |
| Contrarreloj (C5)       | Sarah Storey Reino Unido      | Anna Harkowska · Polonia            | Kelly Crowley Estados Unidos  |
| Ruta (B)                | Robbi Weldon · Canadá         | Josefa Benítez · España             | Kathrin Goeken · Países Bajos |
| Ruta (H1/H2/H3)         | Marianna Davis Estados Unidos | Monica Bascio Estados Unidos        | Rachel Morris Reino Unido     |
| Ruta (H4)               | Andrea Eskau · Alemania       | Laura de Vaan · Países Bajos        | Dorothee Veith · Alemania     |
| Ruta (C1/C2/C3)         | Sini Zeng China               | Denise Schindler · Alemania         | Allison Jones Estados Unidos  |
| Ruta (C4/C5)            | Sarah Storey Reino Unido      | Anna Harkowska · Polonia            | Kelly Crowley Estados Unidos  |

#### Pruebas mixtas
| Evento                           | Oro                                                        | Plata                                                          | Bronce                                                   |
| -------------------------------- | ---------------------------------------------------------- | -------------------------------------------------------------- | -------------------------------------------------------- |
| Contrarreloj (T1/T2)             | Carol Cooke Australia                                      | Hans-Peter Durst · Alemania                                    | David Stone Reino Unido                                  |
| Ruta (T1/T2)                     | David Stone Reino Unido                                    | Giorgio Farroni · Italia                                       | David Vondracek · República Checa                        |
| Relevo por equipos (H1/H2/H3/H4) | Marianna Davis Oscar Sanchez Matthew Updike Estados Unidos | Alex Zanardi · Vittorio Podesta · Francesca Fenocchio · Italia | Jean-Marc Berset · Ursula Schwaller · Heinz Frei · Suiza |

### Ciclismo en pista

#### Pruebas masculinas
| Evento                       | Oro                           | Plata                             | Bronce                           |
| ---------------------------- | ----------------------------- | --------------------------------- | -------------------------------- |
| Contrarreloj 1 km (B)        | Neil Fachie Reino Unido       | José Enrique Porto · España       | Rinne Oost · Países Bajos        |
| Contrarreloj 1 km (C1/C2/C3) | Zhang Yu Li China             | Mark Colbourne Reino Unido        | Tobias Graf · Alemania           |
| Contrarreloj 1 km (C4/C5)    | Alfonso Cabello · España      | Jon-Allan Butterworth Reino Unido | Xinyang Liu China                |
| Persecución individual (B)   | Kieran Modra Australia        | Bryce Lindores Australia          | Miguel Ángel Clemente · España   |
| Persecución individual (C1)  | Mark Colbourne Reino Unido    | Zhang Yu Li China                 | Rodrigo Fernando López Argentina |
| Persecución individual (C2)  | Guihua Liang China            | Tobias Graf · Alemania            | Laurent Thirionet Francia        |
| Persecución individual (C3)  | Joseph Berenyi Estados Unidos | Shaun McKeown Reino Unido         | Darren Kenny Reino Unido         |
| Persecución individual (C4)  | Carol-Eduard Novak · Rumania  | Jiří Ježek · República Checa      | Jody Cundy Reino Unido           |
| Persecución individual (C5)  | Michael Gallagher Australia   | Jon-Allen Butterworth Reino Unido | Liu Xinyang China                |
| Velocidad individual (B)     | Anthony Kappes Reino Unido    | Neil Fachie Reino Unido           | José Enrique Porto · España      |

#### Pruebas femeninas
| Evento                            | Oro                         | Plata                           | Bronce                       |
| --------------------------------- | --------------------------- | ------------------------------- | ---------------------------- |
| Contrarreloj 500 m (C1/C2/C3)     | He Yin China                | Alyda Norbruis · Países Bajos   | Jayme Paris Australia        |
| Contrarreloj 500 m (C4/C5)        | Sarah Storey Reino Unido    | Jennifer Schuble Estados Unidos | Jianping Ruan China          |
| Contrarreloj 1 km (B)             | Felicity Johnson Australia  | Aileen McGlynn Reino Unido      | Phillipa Gray Nueva Zelanda  |
| Persecución individual (B)        | Phillipa Gray Nueva Zelanda | Catherine Walsh Irlanda         | Aileen McGlynn Reino Unido   |
| Persecución individual (C1/C2/C3) | Sini Zeng China             | Simone Kennedy Australia        | Allison Jones Estados Unidos |
| Persecución individual (C4)       | Susan Powell Australia      | Megan Fisher Estados Unidos     | Alexandra Green Australia    |
| Persecución individual (C5)       | Sarah Storey Reino Unido    | Anna Harkowska · Polonia        | Fiona Southorn Nueva Zelanda |

#### Pruebas mixtas
| Evento                                 | Oro                                  | Plata                                                         | Bronce                                                      |
| -------------------------------------- | ------------------------------------ | ------------------------------------------------------------- | ----------------------------------------------------------- |
| Velocidad por equipos (C1/C2/C3/C4/C5) | Xiaofei Ji Xinyang Liu Hao Xie China | Jon-Allan Butterworth Darren Kenny Richard Waddon Reino Unido | Joseph Berenyi Sam Kavanagh Jennifer Schuble Estados Unidos |